# Matthew Koma
Matthew Koma (Brooklyn (New York), 2 juni 1987) is een Amerikaans muzikant en singer-songwriter.
Koma werkte in zijn carrière al samen met Hardwell, Zedd, Sebastian Ingrosso, Afrojack, Alesso, Showtek, Tiësto en Ryan Tedder van OneRepublic. "Years" van Alesso featuring Matthew Koma haalde in 2012 internationaal succes en was een Dancesmash op Radio 538. In 2013 idem voor "Dare you" van Hardwell en Koma. In 2014 was er internationaal succes voor de samenwerking met Tiësto op "Wasted".
Koma is getrouwd met de Amerikaanse zangeres/actrice Hilary Duff.

## Discografie

### Singles
| Single met eventuele hitnotering(en) in de Nederlandse Top 40 | Datum van verschijnen | Datum van binnenkomst | Hoogste positie | Aantal weken | Opmerkingen                                            |
| ------------------------------------------------------------- | --------------------- | --------------------- | --------------- | ------------ | ------------------------------------------------------ |
| Spectrum                                                      | 04-06-2012            | 18-08-2012            | tip4            | -            | met Zedd                                               |
| Years                                                         | 28-09-2012            | 29-09-2012            | tip1            | -            | met Alesso / Nr. 86 in de Single Top 100               |
| Dare you                                                      | 13-11-2013            | 30-11-2013            | 31              | 3            | met Hardwell / Nr. 40 in de Single Top 100             |
| Wasted                                                        | 25-04-2014            | 10-05-2014            | 9               | 20           | met Tiësto / Nr. 19 in de Single Top 100 / Alarmschijf |
| Illuminate                                                    | 28-11-2014            | 29-11-2014            | tip2            | -            | met Afrojack                                           |

| Single met hitnotering(en) in de Vlaamse Ultratop 50 | Datum van verschijnen | Datum van binnenkomst | Hoogste positie | Aantal weken | Opmerkingen              |
| ---------------------------------------------------- | --------------------- | --------------------- | --------------- | ------------ | ------------------------ |
| Spectrum                                             | 2012                  | 30-06-2012            | tip74           | -            | met Zedd                 |
| Years                                                | 2012                  | 13-10-2012            | tip33           | -            | met Alesso               |
| Dare you                                             | 2013                  | 07-12-2013            | 13              | 8            | met Hardwell             |
| Find you                                             | 2014                  | 05-04-2014            | tip34           | -            | met Zedd & Miriam Bryant |
| Wasted                                               | 2014                  | 17-05-2014            | tip10           | -            | met Tiësto               |